# Margarita Stolbizer

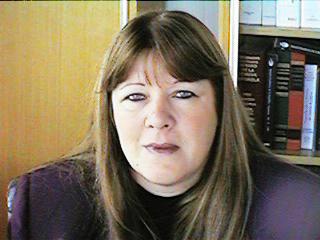
Margarita Stolbizer

Margarita Rosa Stolbizer, née le 17 mars 1955 à Morón, province de Buenos Aires, est une avocate et femme politique argentine, députée et leader du parti Generación para un Encuentro Nacional (GEN) et ex-députée de l'Union civique radicale (UCR). Elle a été réélue en 2009 sur les listes de l'Accord civique et social (GEN, Coalition civique, UCR, etc.; centre-gauche).

## Biographie
Étudiant le droit à l'Université de Morón, elle a été secrétaire général du Collège d'avocat de cette ville et membre de la Junte de gouvernement de la FACA (Fédération argentine des collèges d'avocats). Elle milita d'abord à la Jeunesse radicale et fut directrice de l'action sociale à Morón entre 1983 et 1985, avant d'y être élue conseillère municipale sur les listes de l'UCR. En 1987 elle fut élue député fédérale, présidant les commissions de Jugement politique et de législation pénale, et vice-présidant le groupe parlementaire de l'UCR.
Sous le gouvernement de l'Alliance pour le travail, la justice et l'éducation du radical Fernando de la Rúa, qui s'acheva tragiquement en décembre 2001 avec l'explosion de la crise économique, elle faisait partie du courant alfonsiste mené par le ministre de l'Intérieur Federico Storani. Elle fut réticente à la venue en mars 2001 de l'ex-ministre de l'Économie de Menem, Domingo Cavallo, au gouvernement.
Aux élections de 2003, Stolibzer fut candidate à la gouvernance de la province de Buenos Aires pour l'UCR, arrivant quatrième avec 8,97 % des suffrages (530 538 voix). En 2007, elle s'opposa fortement au kirchnérisme, et proposa à l'UCR d'appuyer la candidature de l'ex-radicale Elisa Carrió pour la présidentielle de 2007. 
Mise en minorité, l'UCR préférant soutenir la candidature de Roberto Lavagna, le courant mené par Stolbizer quitta l'UCR pour intégrer la Coalition civique d'Elisa Carrió, devenant elle-même de nouveau candidate à la gouvernance de la province de Buenos Aires. Elle organisa ses camarades au sein d'un nouveau parti politique, le Generación para un Encuentro Nacional (GEN). Arrivant deuxième à l'élection provinciale avec 1 100 000 voix (16,6 %), derrière le péroniste Daniel Scioli (Front pour la victoire, 48,1 %) mais devant le candidat de la droite Francisco de Narváez (Unión - Pro, 14,9 %). Elle a été élue députée du GEN lors des élections du 28 juin 2009.
Margarita Stolbizer a également été présidente du Conseil international des Parlamentarian for Global Action et du Groupe de femmes du Foro Interparlamentario de las Américas. Elle a aussi participé à la Commission des droits de l'homme du Parlement latino-américain et au Forum de Parlementaires contre la Corruption. Au sein de la Coalition civique, elle fait partie de la table exécutive nationale et coordonne la table des relations internationales.

## Mandats
- Députée fédérale de 1997 à 2005 pour l'UCR
- Députée du GEN (élue en juin 2009)

## Source originale
- (es) Cet article est partiellement ou en totalité issu de l’article de Wikipédia en espagnol intitulé « Margarita Stolbizer » (voir la liste des auteurs).